# Premi Emmy 1974
La cerimonia della 26ª edizione dei Primetime Emmy Awards (26th Primetime Emmy Awards) si è tenuta al Pacific's Pantages Theatre di Hollywood il 28 maggio 1974.
La cerimonia fu presentata da Johnny Carson.
A partire dal 1974, la cerimonia per assegnare i premi alla programmazione nazionale si sdoppiò in una cerimonia riservata alla programmazione serale, i Primetime Emmy Awards, e in un'altra riservata alla programmazione giornaliera, i Daytime Emmy Awards.

## Primetime Emmy Awards
Per le candidature, furono presi in considerazione i programmi trasmessi tra il 19 marzo 1973 e il 17 marzo 1974.

### Migliore serie televisiva drammatica
- Su e giù per le scale (Upstairs, Downstairs)
- Una famiglia americana (The Waltons)
- Kojak
- Le strade di San Francisco (The Streets of San Francisco)
- Sulle strade della California (Police Story)

### Migliore serie televisiva comica o commedia
- M*A*S*H
- Arcibaldo (All in the Family)
- Mary Tyler Moore
- La strana coppia (The Odd Couple)

### Miglior miniserie
- Colombo (Colombo)
- Los Angeles 5º distretto polizia (The Blue Knight)
- Uno sceriffo a New York (McCloud)

### Miglior speciale commedia o drammatico
- Jane Pittman – Una storia del profondo sud  (The Autobiography of Miss Jane Pittman)
- 6 Rms Riv Vu
- Gli emigranti (The Migrants)
- The Execution of Private Slovik
- Steambath

### Migliore attore in una serie drammatica
- Telly Savalas – Kojak
- William Conrad – Cannon
- Karl Malden – Le strade di San Francisco
- Richard Thomas – Una famiglia americana

### Migliore attore in una serie comica o commedia
- Alan Alda – M*A*S*H
- Redd Foxx – Sanford and Son
- Jack Klugman – La strana coppia (The Odd Couple)
- Carroll O'Connor – Arcibaldo
- Tony Randall – La strana coppia

### Miglior attore protagonista in una miniserie o film
- William Holden - Los Angeles 5º distretto polizia
- Peter Falk - Colombo
- Dennis Weaver - Uno sceriffo a New York

### Migliore attrice in una serie drammatica
- Michael Learned – Una famiglia americana
- Jean Marsh – Su e giù per le scale
- Jeanette Nolan – Dirty Sally

### Migliore attrice in una serie comica o commedia
- Mary Tyler Moore – Mary Tyler Moore
- Bea Arthur – Maude
- Jean Stapleton – Arcibaldo

### Miglior attrice protagonista in una miniserie o film
- Mildred Natwick - Le sorelle Snoop (The Snoop Sisters)
- Helen Hayes - Le sorelle Snoop
- Lee Remick - Los Angeles 5º distretto polizia

### Migliore attore non protagonista in una serie drammatica
- Michael Moriarty – Zoo di vetro
- Michael Douglas – Le strade di San Francisco
- Will Geer – Una famiglia americana
- Sam Waterston – Zoo di vetro

### Migliore attore non protagonista in una serie comica o commedia
- Rob Reiner – Arcibaldo
- Ed Asner – Mary Tyler Moore
- Gary Burghoff – M*A*S*H
- Ted Knight – Mary Tyler Moore
- McLean Stevenson – M*A*S*H

### Migliore attrice non protagonista in una serie drammatica
- Joanna Miles – Zoo di vetro
- Ellen Corby – Una famiglia americana
- Nancy Walker – McMillan e signora (McMillan & Wife)

### Migliore attrice non protagonista in una serie comica o commedia
- Cloris Leachman – Mary Tyler Moore
- Valerie Harper – Mary Tyler Moore
- Sally Struthers – Arcibaldo
- Loretta Swit – M*A*S*H

### Migliore regia per una serie drammatica con tema o personaggi ricorrenti
- Los Angeles 5º distretto polizia – Robert Butler
- Una famiglia americana – Harry Harris per l'episodio The Journey
- Una famiglia americana – Philip Leacock per l'episodio The Thanksgiving Story

### Migliore regia per una serie comica o commedia
- M*A*S*H – Jackie Cooper per l'episodio L'epidemia
- M*A*S*H – Gene Reynolds per l'episodio Non gioco questa mano
- Mary Tyler Moore – Jay Sandrich per l'episodio Lou's First Date

### Miglior regia per una serie drammatica
- Jane Pittman – Una storia del profondo sud – John Korty
- Un atto di violenza – Boris Sagal
- Gli emigranti – Tom Gries
- The Execution of Private Slovik – Lamont Johnson
- Pueblo – Anthony Page

### Migliore sceneggiatura per una serie drammatica
- Una famiglia americana – Joanna Lee per l'episodio The Thanksgiving Story
- Una famiglia americana – John McGreevey per l'episodio The Easter Story
- Kojak – Gene R. Kearney per l'episodio La morte non è un passaggio

### Migliore sceneggiatura per una serie comica o commedia
- Mary Tyler Moore – Treva Silverman per l'episodio The Lou and Edie Story
- M*A*S*H – Linda Bloodworth-Thomason e Mary Kay Place per l'episodio Labbra bollenti
- M*A*S*H – McLean Stevenson per l'episodio Sotto inchiesta

### Miglior sceneggiatura originale per una serie
- Donne (Tell Me Where It Hurts) – Fay Kanin
- Consegne a domicilio (Cry Rape) – Will Lorin
- Gli emigranti – Lanford Wilson

### Miglior sceneggiatura non originale per una serie
- Jane Pittman – Una storia del profondo sud – Tracy Keenan Wynn
- The Execution of Private Slovik – Richard Levinson e William Link
- Steambath – Bruce Jay Friedman

## Super Emmys

### Attore dell'anno (serie televisiva)
- Alan Alda – M*A*S*H

### Attrice dell'anno (serie televisiva)
- Mary Tyler Moore – Mary Tyler Moore

### Attore non protagonista dell'anno
- Michael Moriarty – Zoo di vetro (The Glass Menagerie)

### Attrice non protagonista dell'anno
- Joanna Miles – Zoo di vetro

### Regista dell'anno (serie televisiva)
- Robert Butler – Los Angeles 5º distretto polizia

### Sceneggiatore dell'anno (serie televisiva)
- Treva Silverman – Mary Tyler Moore